# Fernand Charron (Automobilhersteller)

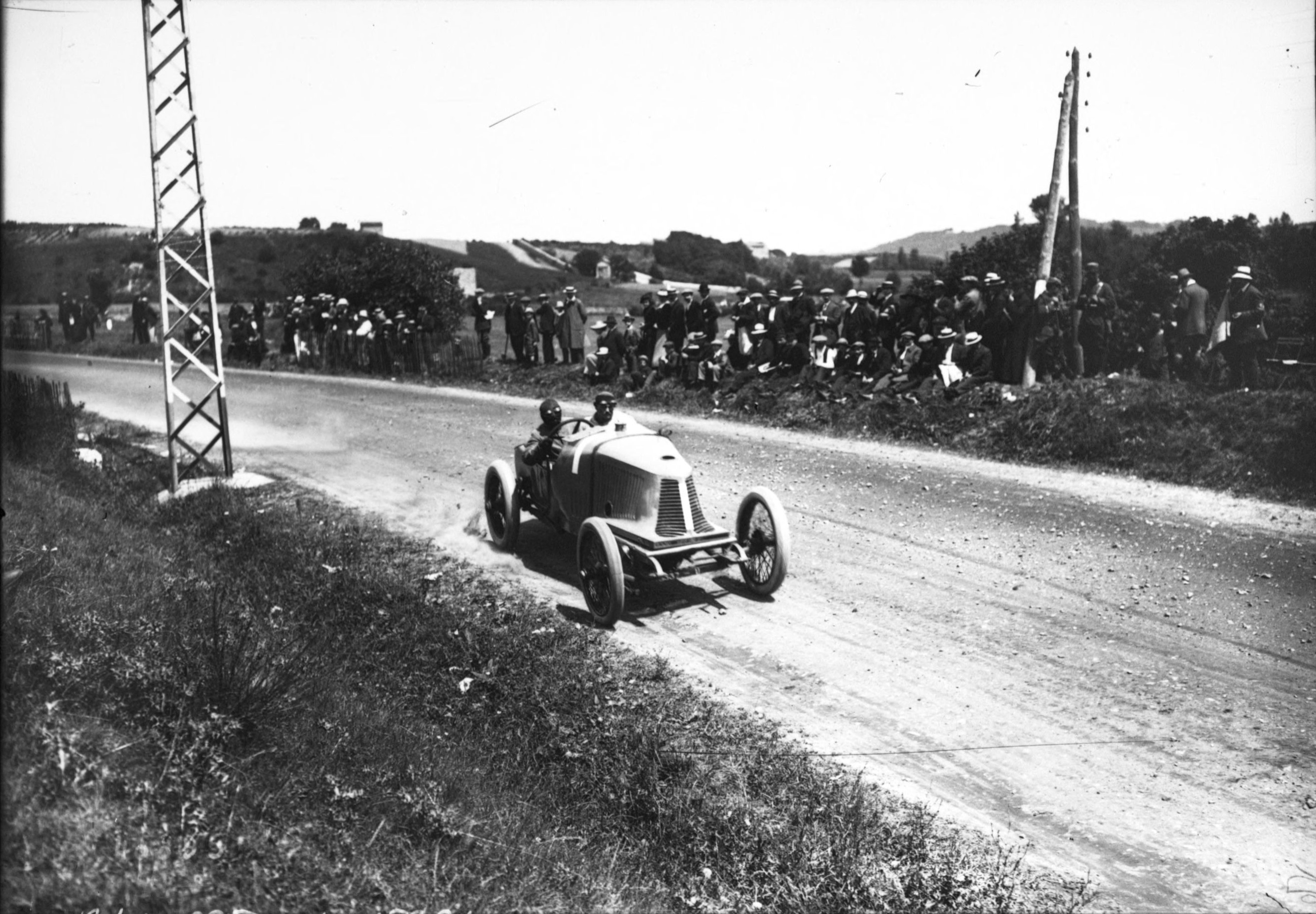
Ferenc Szisz auf Alda beim französischen Grand Prix von 1914

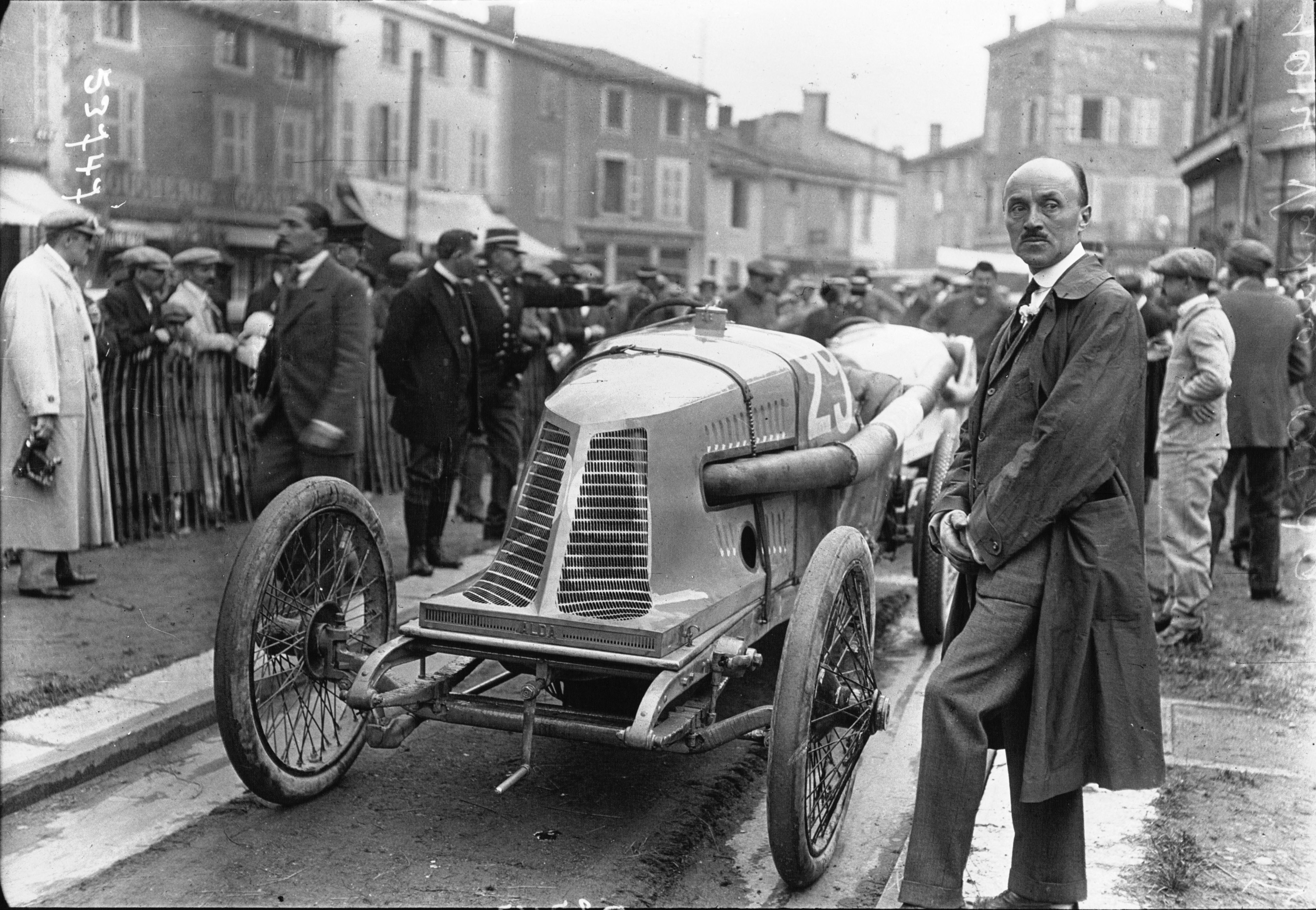
Fernand Charron neben einem Alda beim gleichen Rennen

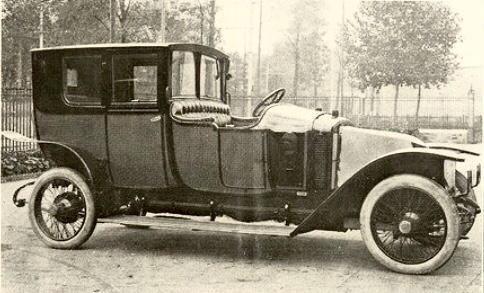
Alda um 1919

Fernand Charron war ein französischer Hersteller von Automobilen.

## Unternehmensgeschichte
Fernand Charron, einer der Gründer von Automobiles Charron, übernahm 1912 das Werk von E.N.V. und gründete in Courbevoie das Unternehmen, das seinen Namen trug, zur Produktion von Automobilen. Der Markenname lautete Alda, kurz für Ah, la Délicieuse Automobile. Ab 1920 wurden die Fahrzeuge bei Farman in Billancourt hergestellt. 1922 endete die Produktion.

## Fahrzeuge
Das Vierzylindermodell 15 CV mit 3187 cm³ Hubraum wurde von 1912 bis 1914 hergestellt. Außerdem gab es von 1912 bis 1913 den 25 CV. Zwischen 1919 und 1922 wurde das Modell 20,1 CV mit 3563 cm³ Hubraum angeboten.